# Pentti Piha
Pentti Arimo Piha, född 3 juni 1936 i Jäskis, död 15 november 2001 i Helsingfors, var en finländsk arkitekt, specialiserad på scenografi och teaterarkitektur.
Piha utexaminerades från Tekniska högskolan i Helsingfors 1964. Han samarbetade med bland andra Einari Teräsvirta, Aarno Ruusuvuori och Gullichsen-Kairamo-Vormala samt idkade också egen praktik; bland hans arbeten märks studentbostäder i Vallgård, daghemmet Kumina i Parkstad, samt Intimiteatteri i Böle, samtliga i Helsingfors. Den sistnämnda renderade honom det internationella scenografi-, teaterarkitektur- och teknikersamfundet OISTAT:s guldmedalj i genren teaterarkitektur i London 1983.
Piha gav ut boken Rum och teater (tillsammans med Per Edström 1976).